# Porto do Açu
O Porto do Açu é um complexo industrial e portuário desenvolvido pela holding Prumo Logística, especializado em fornecer soluções de infraestrutura para os setores de óleo e gás, mineração e logística. Localizado em São João da Barra, no norte do Estado do Rio de Janeiro, o porto é uma das principais plataformas do Brasil para a industrialização de baixo carbono. Controlado pelo grupo americano EIG desde 2013, em parceria com o Fundo Mubadala e o Porto de Antuérpia-Bruges, o Porto do Açu iniciou suas operações em outubro de 2014.
Considerado o único porto totalmente privado do Brasil, o Porto do Açu abriga um dos maiores terminais de minério de ferro do país, é responsável pela exportação de petróleo para operadoras globais no Brasil, além de sediar o maior parque térmico da América Latina e possuir a maior base de apoio offshore do mundo.
Situado no distrito de Açu, em São João da Barra, o porto ocupa uma localização estratégica para a indústria do petróleo, devido à proximidade com a Bacia de Campos e a Bacia do Espírito Santo, além de servir como base de apoio para as operações nessas regiões.

## Histórico
O Porto do Açu é o maior investimento em infraestrutura portuária da América. Seu lançamento oficial ocorreu no final de 2006, com a participação do seu idealizador, o empresário Eike Batista e da governadora do estado do Rio de Janeiro Rosinha Garotinho. A construção teve início em outubro de 2007, com a operação inicialmente prevista para o primeiro semestre de 2012. O projeto foi idealizado como um impulsionador do desenvolvimento regional, atraindo indústrias pela infraestrutura logística e sinergia com os empreendimentos locais e previstos.
Inicialmente, o empreendimento foi projetado com foco na integração com a mina de minério de ferro do grupo MMX, localizada em Conceição do Mato Dentro, em Minas Gerais, com capacidade de produção de 26,5 milhões de toneladas anuais. Um mineroduto de 529 km seria responsável pelo transporte do minério até o terminal, o mineroduto Minas–Rio, que entrou em operação em 2014 dando início à exportação de minério pelo Terminal de Minério de Ferro do Porto do Açu. Contudo, tanto o mineroduto quanto a planta de beneficiamento foram vendidos por Eike Batista por US$ 5,5 bilhões para a Anglo American, envolvendo também ativos da MMX Amapá.
O projeto do Superporto do Açu, como inicialmente idealizado por Eike Batista, com uma siderúrgica e fuma ábrica de automóveis, não se concretizou. Com a crise financeira do grupo EBX, a LLX, braço logístico do grupo, foi vendida em agosto de 2013 para o grupo norte-americano EIG, que passou a controlar 53% da empresa, que foi rebatizada como Prumo no final do ano. Em dezembro de 2014, o fundo soberano Mubadala, dos Emirados Árabes Unidos, adquiriu 10,44% das ações da Prumo, levando a uma reorientação dos investimentos.
Entre 2007 e 2016, o porto recebeu investimentos de R$ 10 bilhões. Em agosto de 2016 o Terminal de Petróleo (T-OIL) iniciou suas operações.

## Infraestrutura
Com uma retroárea de 90 km², o porto abrange cerca de 20% do território do município de São João da Barra, no norte do Estado do Rio de Janeiro, o que equivale à área da cidade de Vitória (Espírito Santo).
O Porto do Açu conta com dois terminais (T1 – onshore e T2 – offshore) e 17 km de cais, que podem receber até 47 embarcações.

### Terminal 1
O T1 é dedicado a movimentação de minério de ferro e petróleo, e conta com uma ponte de acesso com 3 km de extensão, píeres, canal de acesso e bacia de evolução.

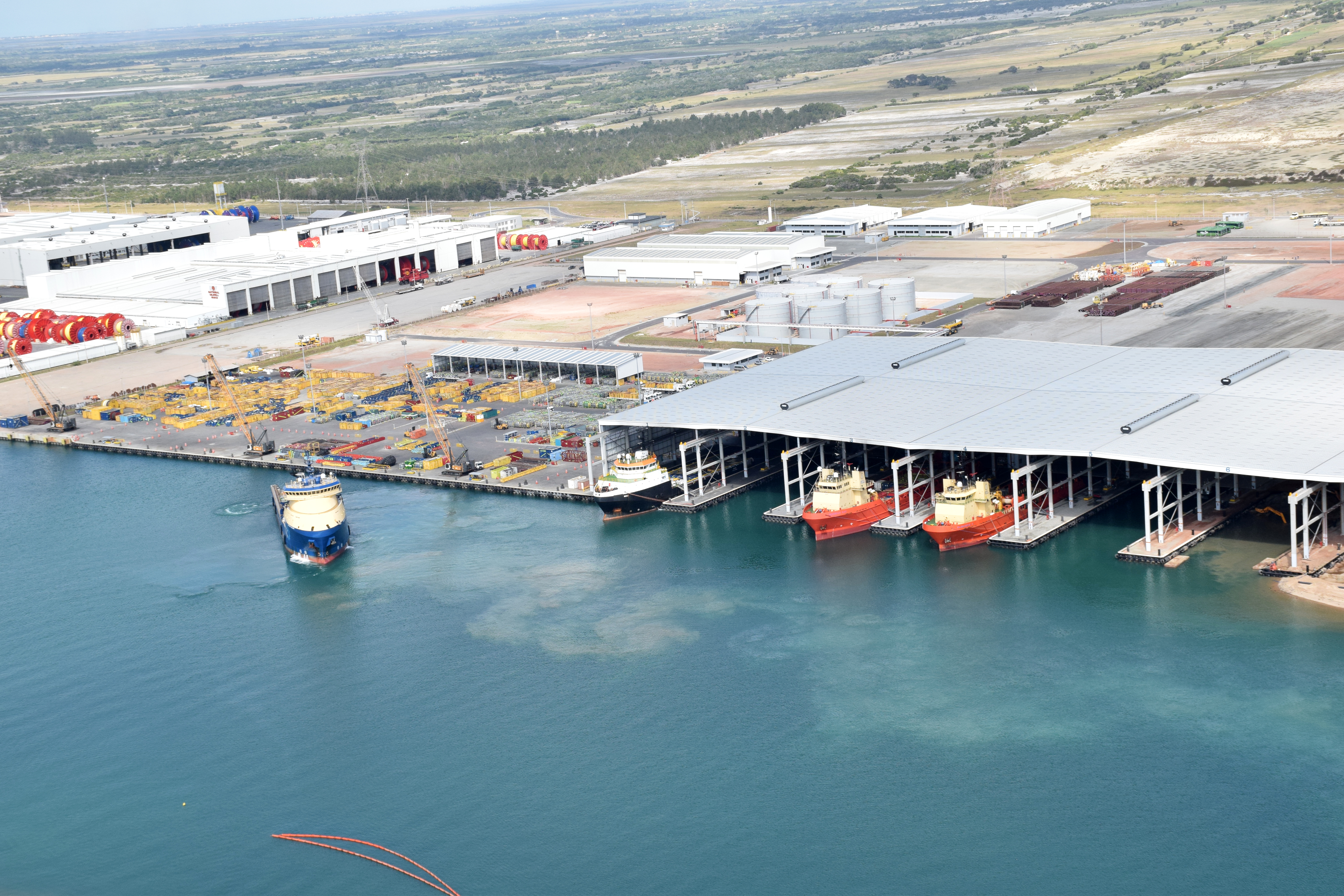
Porto do Açu

A ponte de acesso tem 2,9 km de extensão e foi montada sobre 662 estacas fincadas no fundo do mar, estacas estas que, se fossem enfileiradas, somariam a distância de 38 mil metros. Tem 27,5 metros de largura, permitindo a circulação de caminhões pesados. Além disso, tem instaladas esteiras para transporte de minérios.
Para a construção do quebra-mar dos Terminais 1 e 2, o Porto do Açu utilizou uma tecnologia inédita no país, por meio de blocos de concreto flutuantes. Para implantar todos os blocos previstos para os dois terminais, foram contratados os três maiores equipamentos de produção de blocos do mundo. Os diques flutuantes Kugira, da empresa espanhola Acciona, e os diques Mar del Aneto e Mar del Enol, da empresa espanhola FCC.
Um dos diferenciais deste método construtivo é a possibilidade de utilizar o próprio quebra-mar para movimentação de cargas. Um exemplo é o Terminal de Petróleo do Porto do Açu, que foi desenvolvido no próprio quebra-mar do Terminal 1.  

#### Ferroport
Operacional desde outubro de 2014com a movimentação de minério de ferro, o T1 movimentou mais de 16 milhões de toneladas de minério de ferro ao longo de 2016. A Ferroport (parceria entre a Prumo e a Anglo American) tem capacidade para movimentar 26,5 milhões de toneladas de minério de ferro por ano. O produto, da empresa Anglo American, chega ao Porto por meio de um mineroduto, que liga a mina em Conceição do Mato Dentro (MG) ao terminal. Com atuais 20,5 metros de profundidade, o terminal pode receber navios do tipo Panamax e Capesize (220 mil toneladas) em 2 berços paralelos.

#### T-OIL
Já o Terminal de Petróleo (T-OIL), que começou a operar em agosto de 2016, conta com 3 berços dedicados para operação ship to ship e capacidade para movimentar 1,2 milhão de barris por dia.

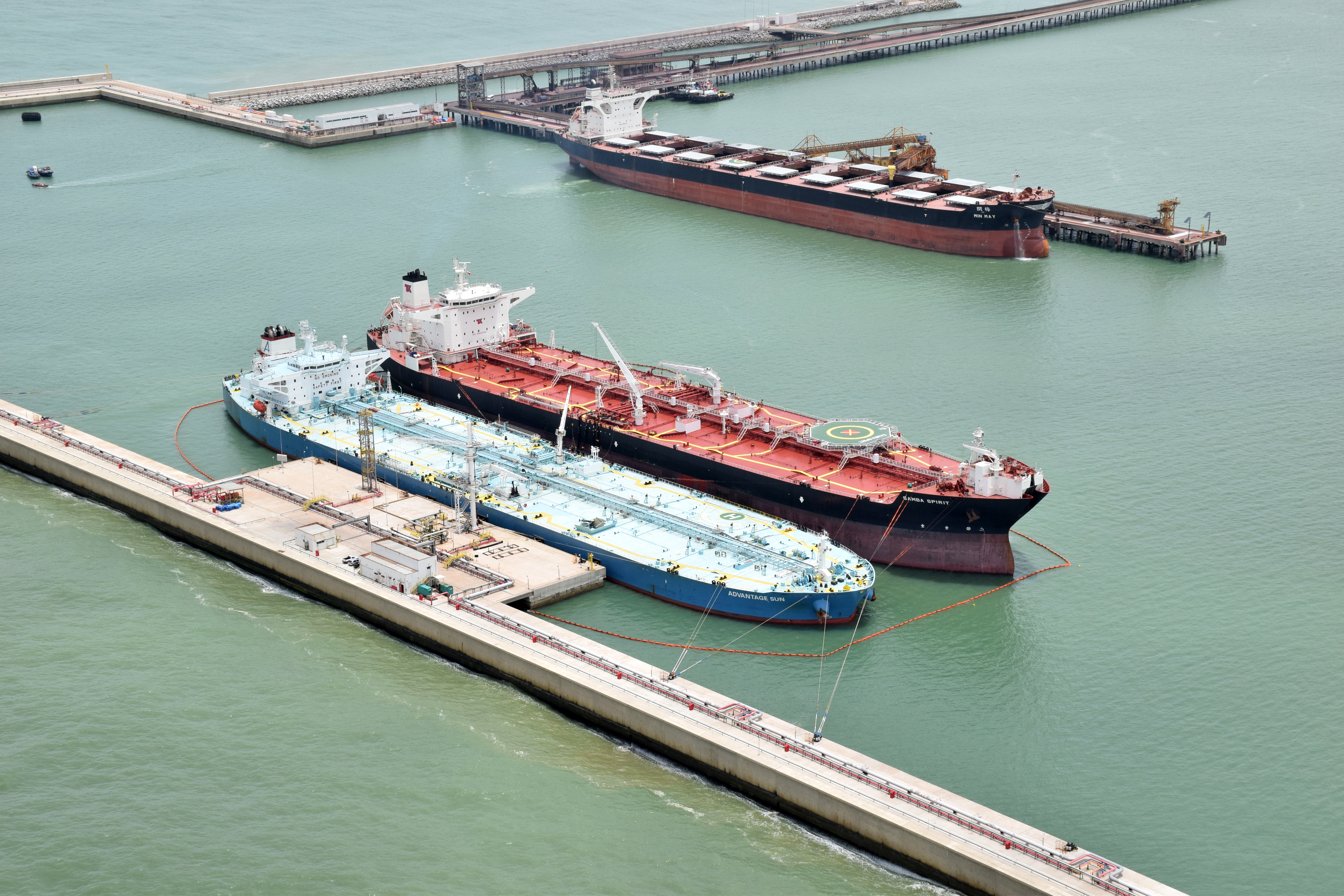
Operação ship to ship no Terminal de Petróleo (T-OIL) do Porto do Açu

A primeira operação do T-OIL foi para a empresa BG Brasil, do Grupo Shell, que possui contrato para o transbordo de 200 mil barris de petróleo por dia, o que equivale a cerca de 20% da capacidade diária do terminal. Esta operação, realizada em área abrigada por quebra-mar, permite maior segurança no transbordo durante todo o ano.
Inicialmente, a operação de transbordo estava sendo realizada com navios Capesizes, mas após a dragagem do terminal para 25 metros em 2017, foi permitida a atracação de navios maiores, do tipo Very Large Crude Carrier - VLCC (320 mil toneladas).

### Terminal 2
O T2 é um terminal onshore instalado no entorno de um canal para navegação, que conta com 6,5 km de extensão, 300 metros de largura e profundidade de até 14,5 metros. A primeira operação comercial no canal do T2 aconteceu em novembro de 2014.
Com 13 km de cais, o T2 já movimenta carga de projetos, bauxita e coque e tem capacidade para movimentar contêineres, rochas, grãos agrícolas, veículos, granéis líquidos e sólidos, derivados de petróleo e carga geral. O terminal também abriga uma área dedicada à indústria de suporte às operações de E&P de óleo e gás. 
O Terminal Multicargas (T-Mult) movimenta mais de 10 tipos de cargas sólidas, incluindo fertilizantes, cobre, concentrado de lítio, ferro gusa, sucata, bauxita, entre outros granéis sólidos.
O Terminal de Combustíveis Marítimos (Tecma) é dedicado à importação e comercialização de combustíveis marítimos, sendo operado pela NFX.
O Terminal de Regaseificação de Gás Natural Liquefeito (GNL) é responsável por fornecer até 28 milhões de m³/d de GNL da BP à Usina Termelétrica GNA I.

## Empreendimentos junto ao Porto
O Porto do Açu foi idealizado segundo o conceito de porto-indústria, desenvolvendo diversos empreendimentos em paralelo ao porto propriamente dito, firmando-se como um eficiente elo do comércio internacional. O empreendimento inclui diversas outras empresas na tabela abaixo.
| Empresa                                                     | Empreendimento | Status      |
| ----------------------------------------------------------- | --- | ----------- |
| GNA                                                         | Geração de energia termelétrica | Em operação |
| Edison Chouest Offshore (ECO)                               | Base de apoio offshore | Em operação |
| NOV (National Oilwell Varco)                                | Fábrica para produção de tubos flexíveis | Em operação |
| Ferroport (parceria entre a Prumo e a Anglo American)       | Terminal de Minério de ferro | Em operação |
| Vast Infraestrutura (parceria entre a Prumo e a Oiltanking) | Terminal de Petróleo | Em operação |
| TechnipFMC                                                  | Fábrica para produçao de tubos flexíveis | Em operação |
| InterMoor                                                   | Unidade que presta serviços de ancoragem, fundações e serviços subaquáticos                                                                              | Em operação |
| Prumo                                                       | Terminal Multicargas do porto (T-MULT) | Em operação |
| NFX (parceria entre a Prumo e a BP)                         | Terminal de combustíveis marítimos para importação, exportação, venda, armazenagem, mistura, distribuição e/ou comercialização de combustíveis marítimos | Em operação |
| Anglo American                                              | Filtragem do minério de ferro recebido pelo mineroduto                                                                                                   | Em operação |
| Grupo Minas Gusa                                            | Pátio para importação de combustíveis sólidos para as indústrias siderúrgica e cimenteira.                                                               | Em operação |
| Dome                                                        | Serviços de logística, manutenção e reparo para a indústria offshore.                                                                                    | Em operação |
| Vix                                                         | Serviços de logística | Em operação |
| Baker Hughes                                                | Serviços para indústria de petróleo, com base de fluidos de 3 mil m² e capacidade de 20 mil barris no Terminal da Dome                                   | Em operação |
| Reserva Caruara                                             | Maior reserva privada de restinga no Brasil (40km²), integra serviços e iniciativas sociais e ambientais na região.                                      | Em operação |

Entre os clientes que já estão instalados no Porto do Açu está a americana Edison Chouest Offshore (ECO), reconhecida hoje como o mais diverso e dinâmico fornecedor de soluções de transporte marítimo offshore do mundo. Com 1.030 metros de cais, a base irá contar com 16 berços para atracação, além de um estaleiro de reparos navais para suas próprias embarcações e de terceiros. Esta será a maior base de apoio offshore do mundo. 
A operação da ECO foi iniciada em abril de 2016 para atender a um contrato com a Petrobras, que utiliza 6 berços de apoio offshore do terminal. Além disso, em agosto de 2016, a empresa iniciou a operação de um berço para a Chevron. A previsão é que a unidade esteja totalmente em operação até o final de 2017. 
Outras empresas também já operam suas unidades no Terminal 2 do Porto do Açu, como a americana NOV, líder mundial no fornecimento de componentes mecânicos para sondas de perfuração terrestres e marítimas. A unidade de produção de tubos flexíveis, em operação desde novembro de 2014, tem capacidade para produção de 250 km do produto por ano, além de área para armazenagem e teste de material. 
A Technip, que oferece serviços e soluções tecnológicas para campos de desenvolvimento em águas profundas, instalações offshore e unidades de processamento onshore, também opera desde 2014 sua unidade no Porto do Açu. No local, a empresa construiu sua maior unidade de produção de tubos flexíveis, com 500 m de frente de cais e 289.800 m² de área total.
Também está em operação a americana InterMoor, líder global no fornecimento de serviços de ancoragem, fundações e serviços subaquáticos e que oferece soluções inovadoras para plataformas móveis e serviços de instalação offshore. A empresa construiu no Porto do Açu uma unidade que oferece apoio logístico e serviços especializados à indústria de óleo e gás.
Outra empresa já instalada é a finlandesa Wärtsilä, líder global no fornecimento de motores e prestação de serviços para navios e usina termelétrica. A empresa escolheu o T2 para instalar sua primeira planta de montagem e produção de Grupos Geradores e motores de navio no Brasil. A unidade foi inaugurada em março de 2015.
Em junho de 2016, a Prumo Logística, empresa que desenvolve e opera o Porto do Açu, realizou um evento de inauguração de três terminais: o Terminal Multicargas (T-MULT), o Terminal de Petróleo (T-OIL) e o Terminal de Combustíveis Marítimos (Tecma). 
 O T-MULT (Terminal Multicargas) é um terminal próprio da empresa, e conta com 2 berços instalados em 500 metros de cais e  capacidade para movimentar 4 milhões de toneladas por ano (entre granéis sólidos, líquidos  e carga geral). Com 14,5 metros de profundidade, o terminal pode receber navios Panamax. O T-MULT já movimenta bauxita, carvão, coque e cargas gerais (como caminhões usados em mineração, equipamentos para sondas, entre outros).
O  TECMA (Terminal de Combustíveis Marítimos do Açu), parceria da Prumo com a BP Marine,  importa, exporta, vende, armazena, mistura, distribui e/ou comercializa combustíveis marítimos, sob a marca da BP. Este centro de abastecimento atende às demandas de navios dos mais variados portes e atividades, como PSVs (Platform Supply Vessels) e navios de cabotagem e de longo curso, por combustíveis como diesel marítimo (MGO - Marine Gas Oil). A unidade começou a operar com a comercialização de óleo diesel marítimo. 

## Galeria

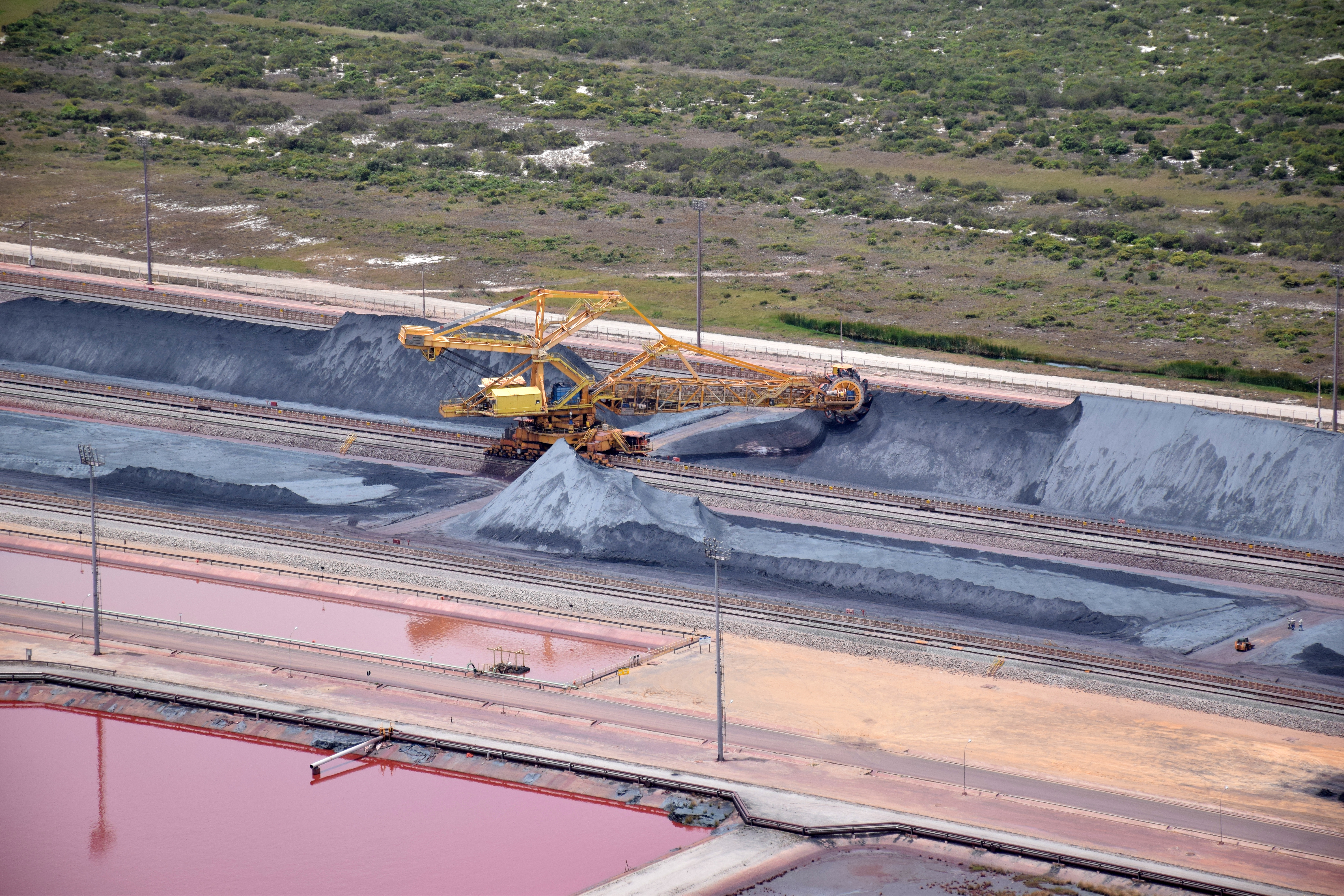
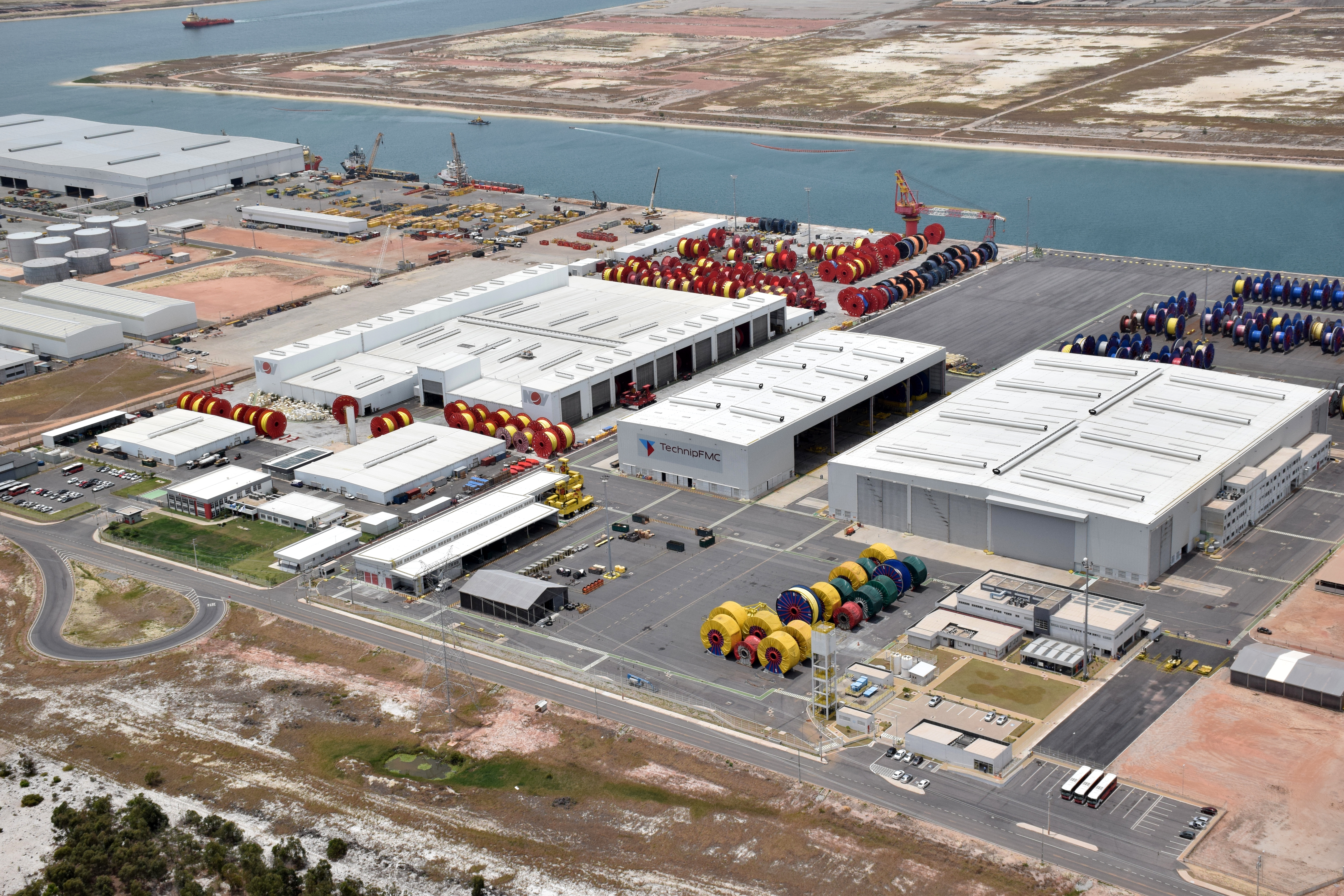
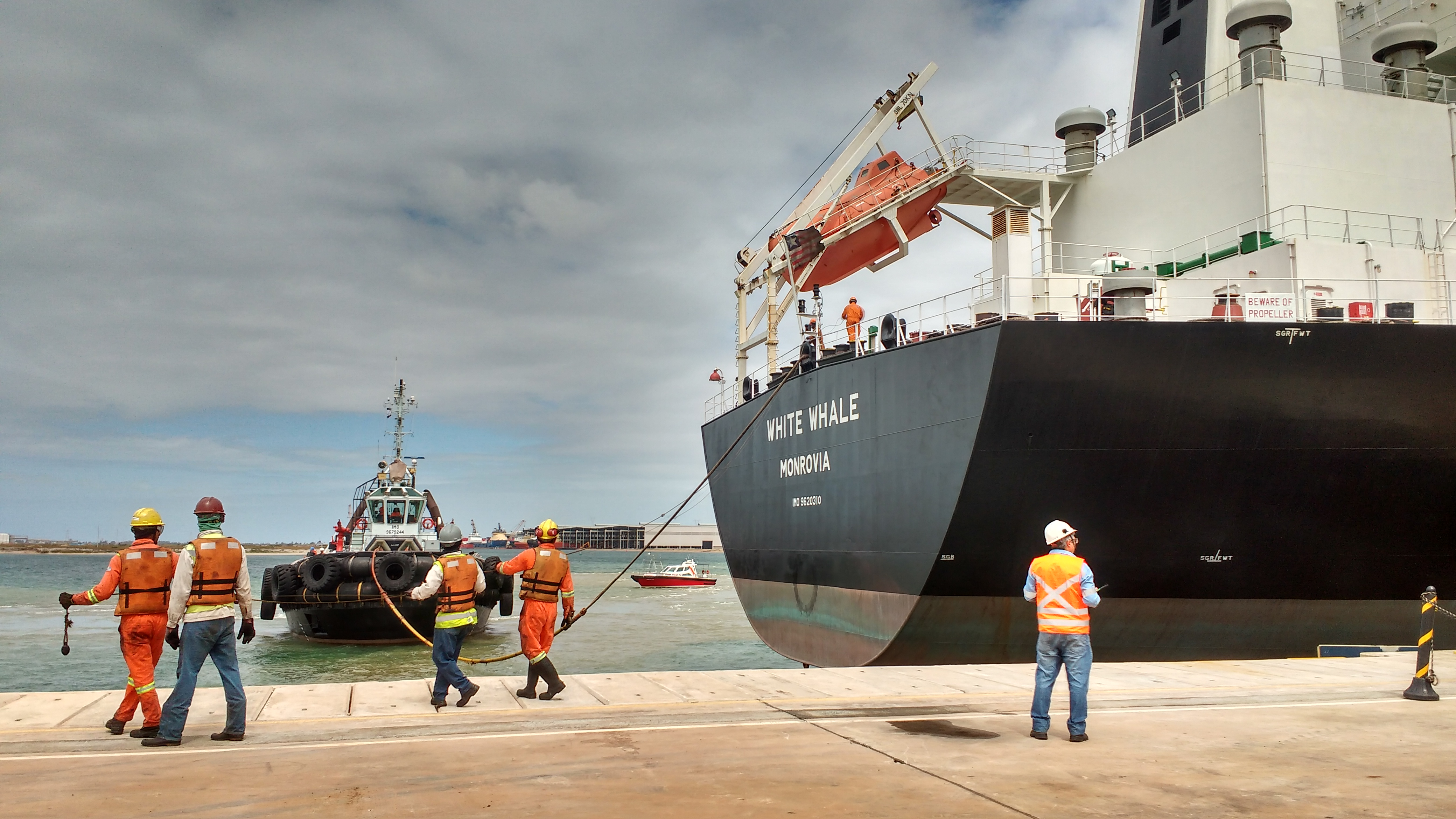
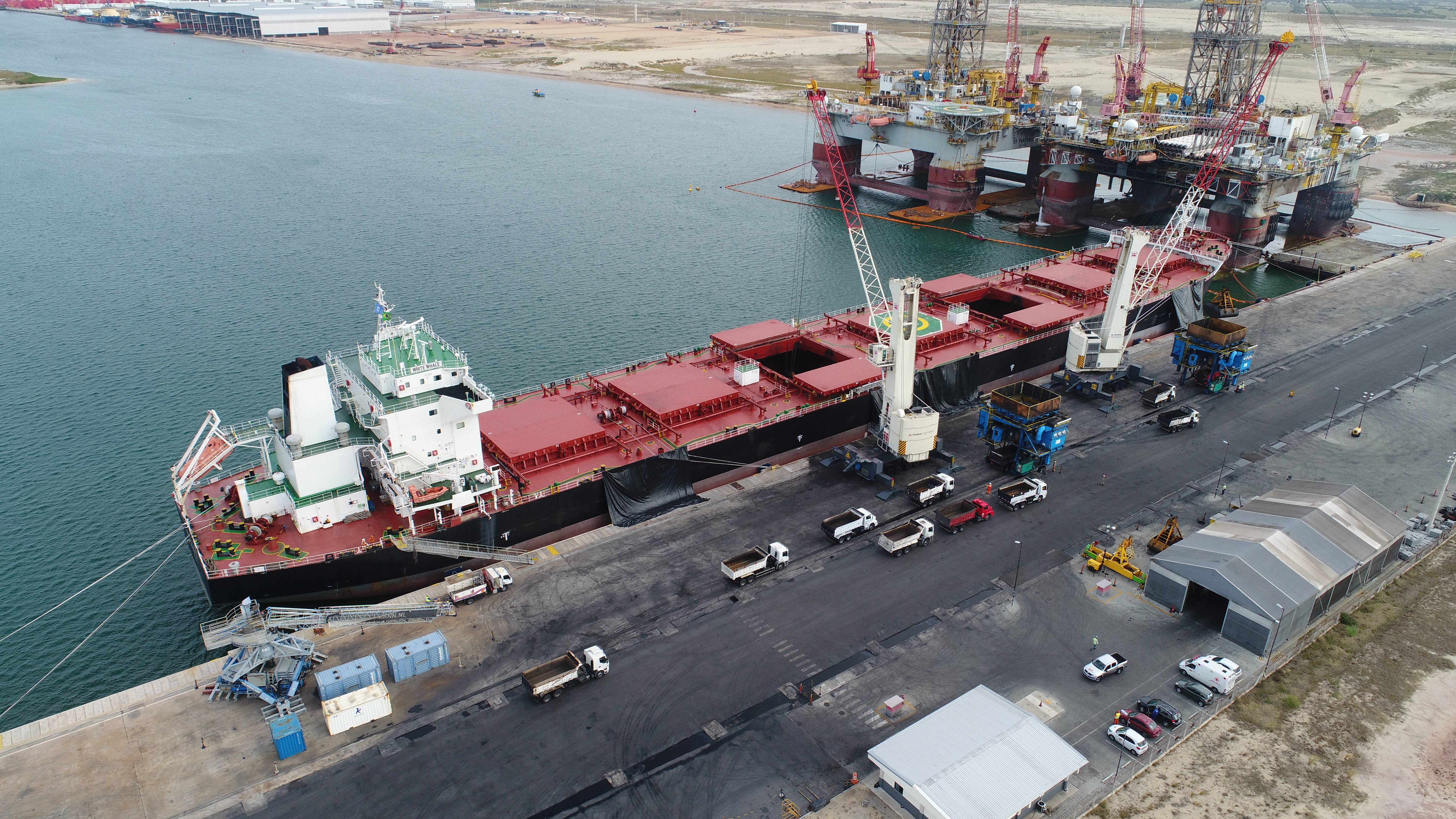
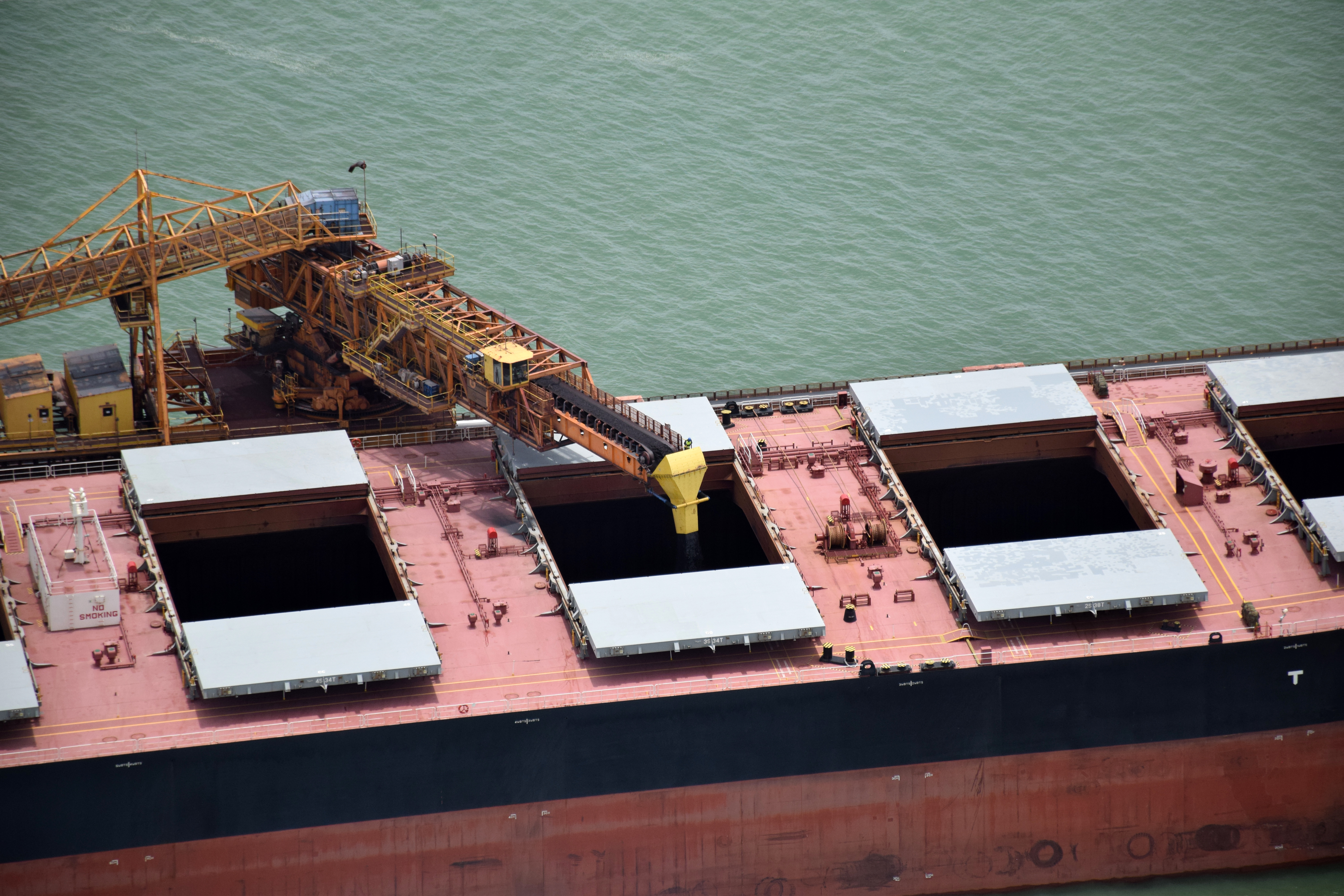
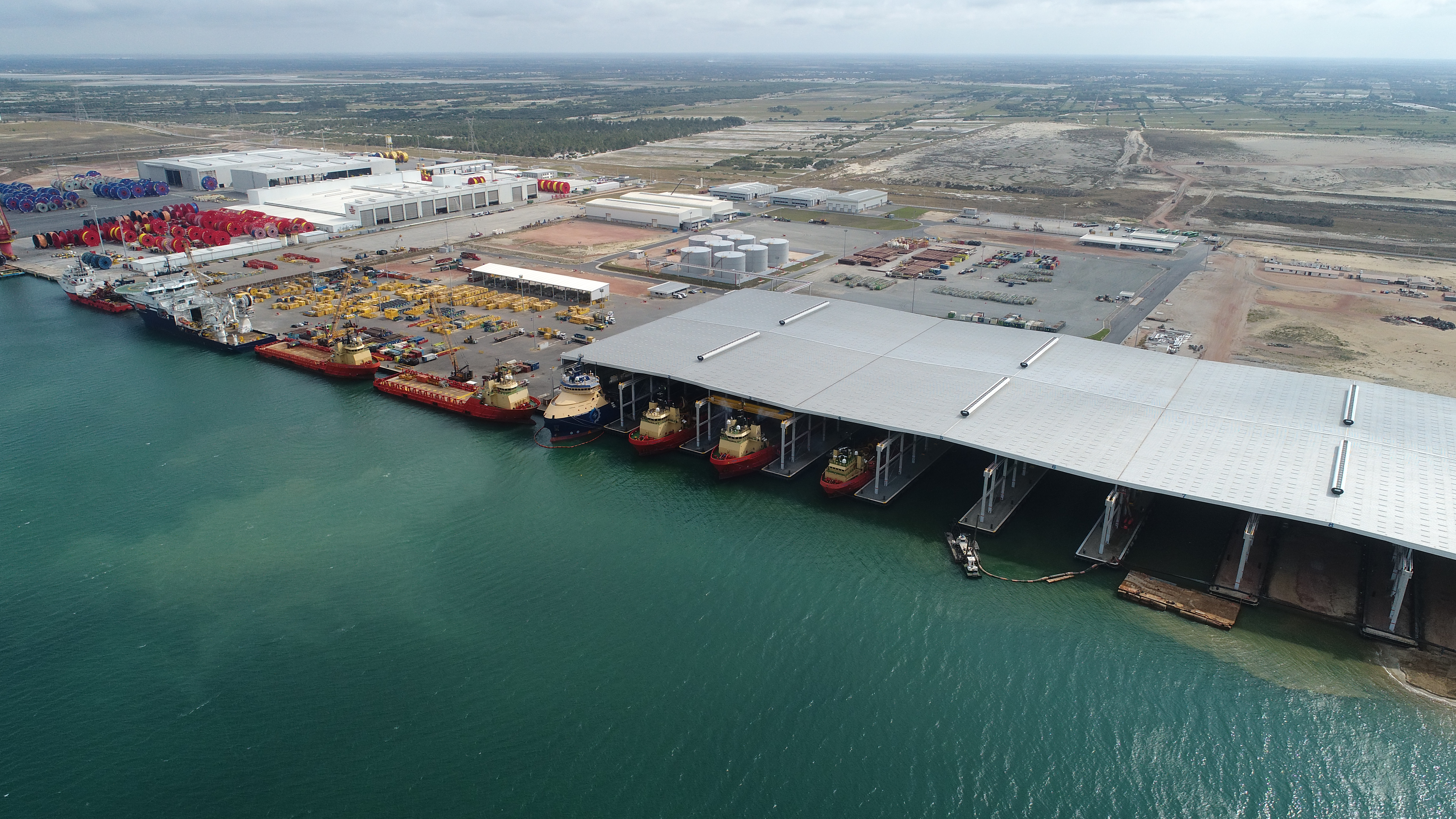
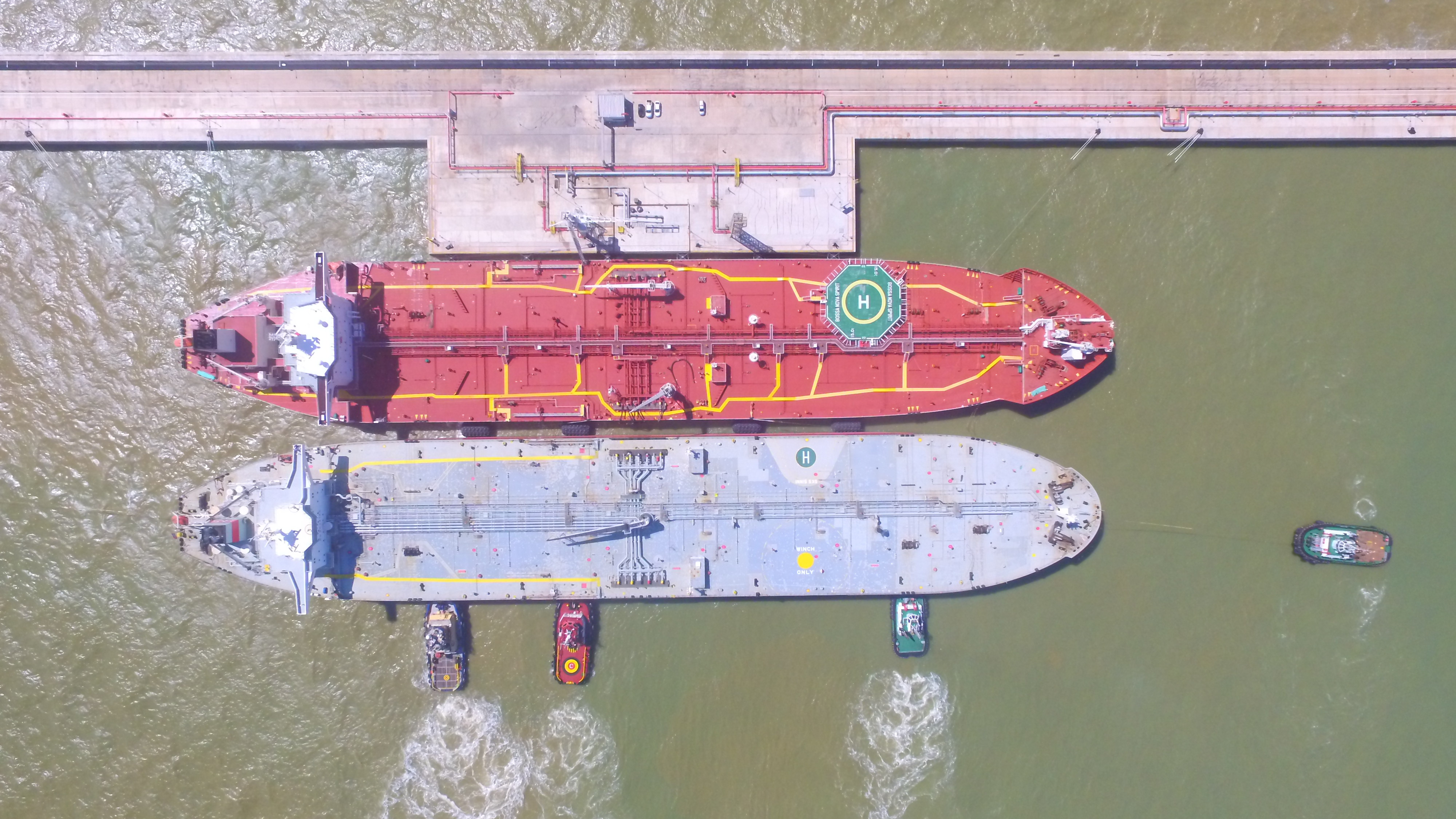
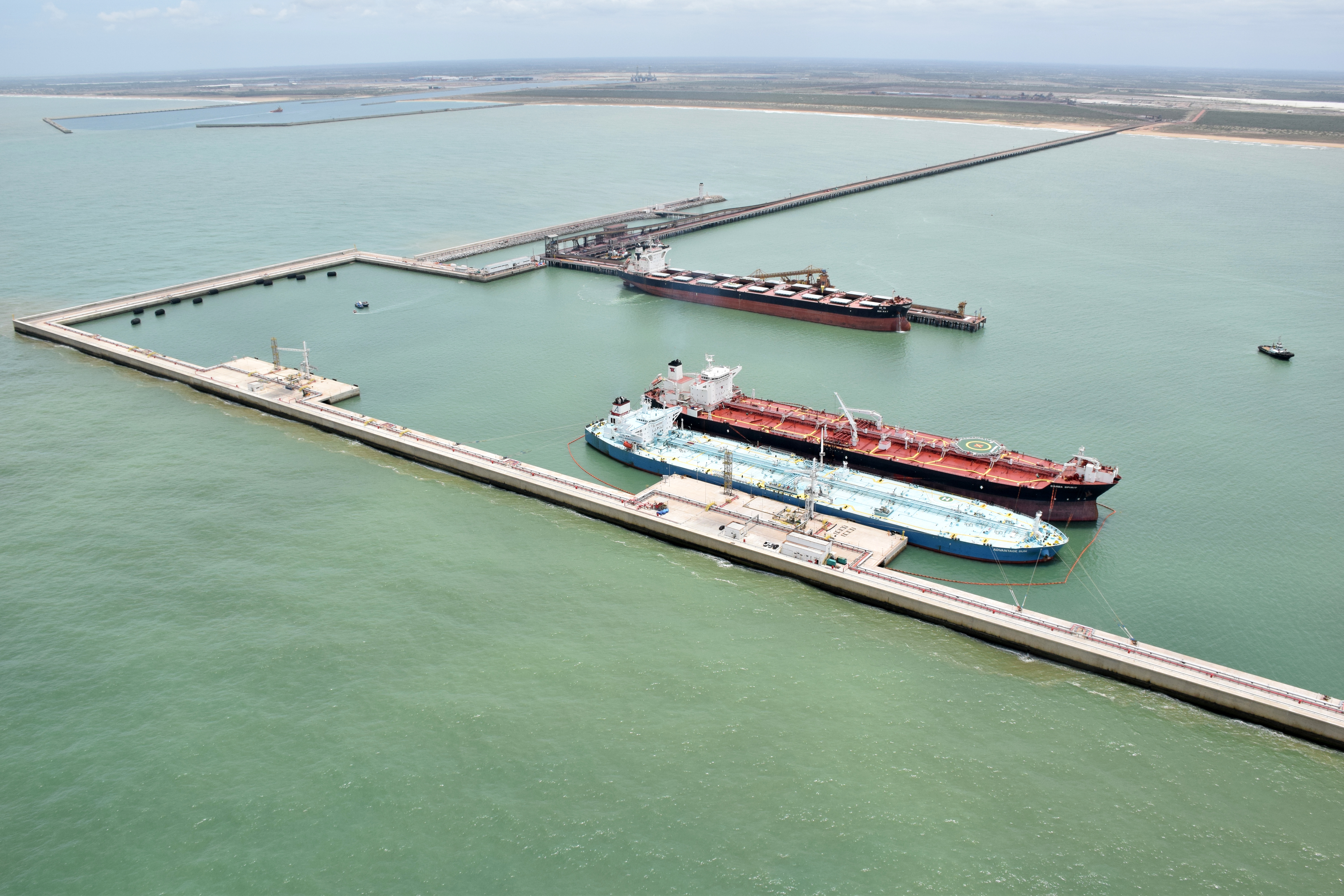
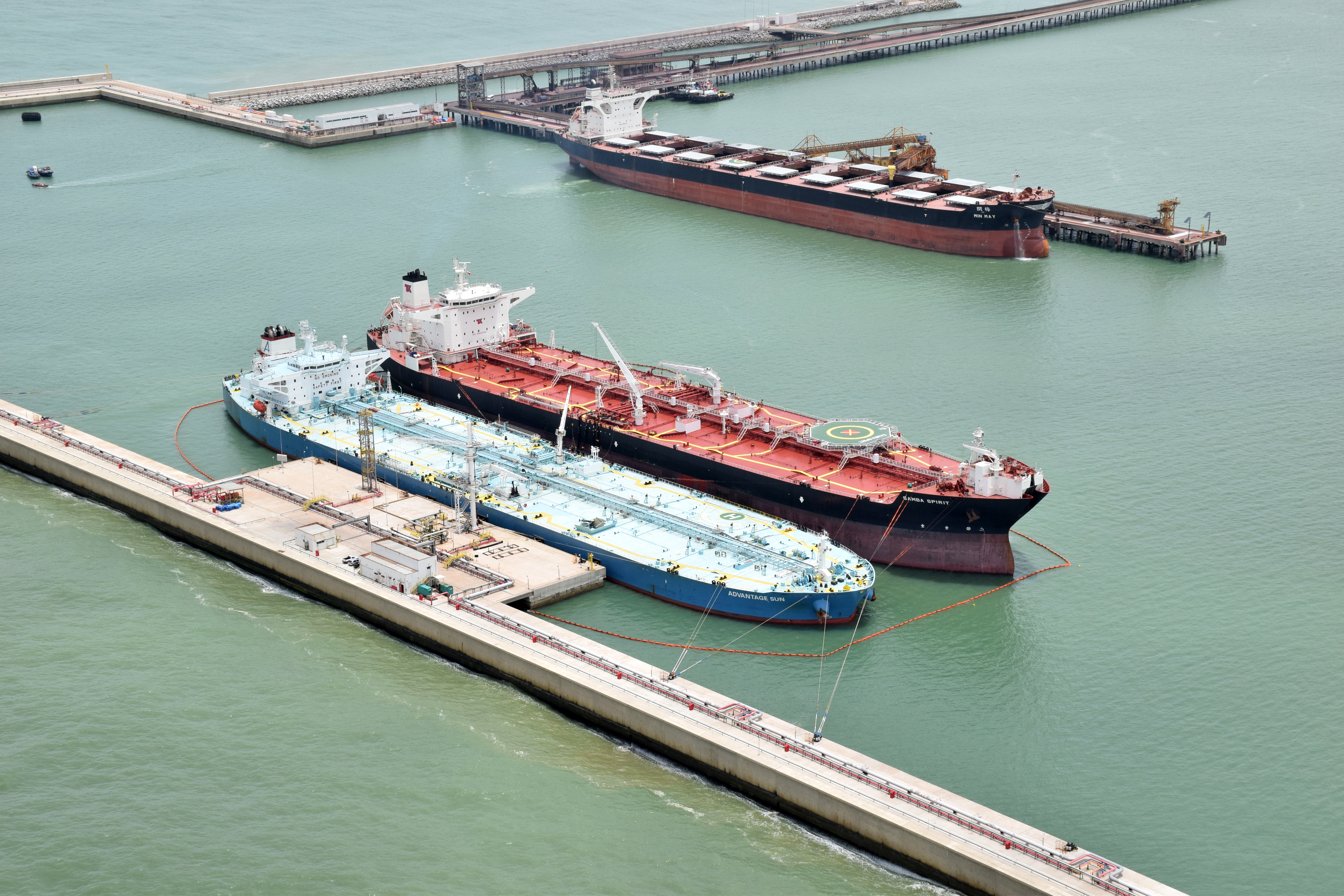
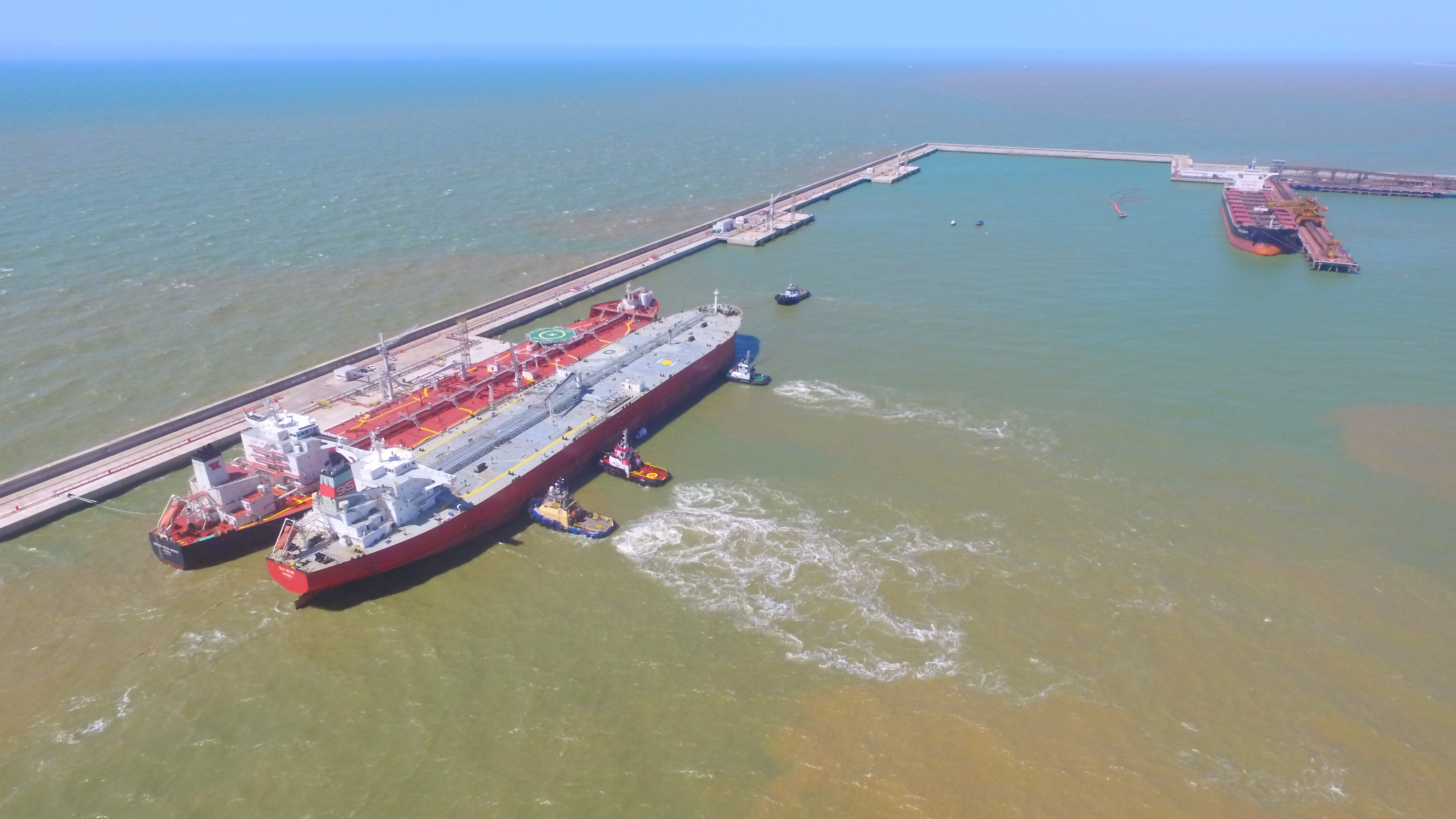
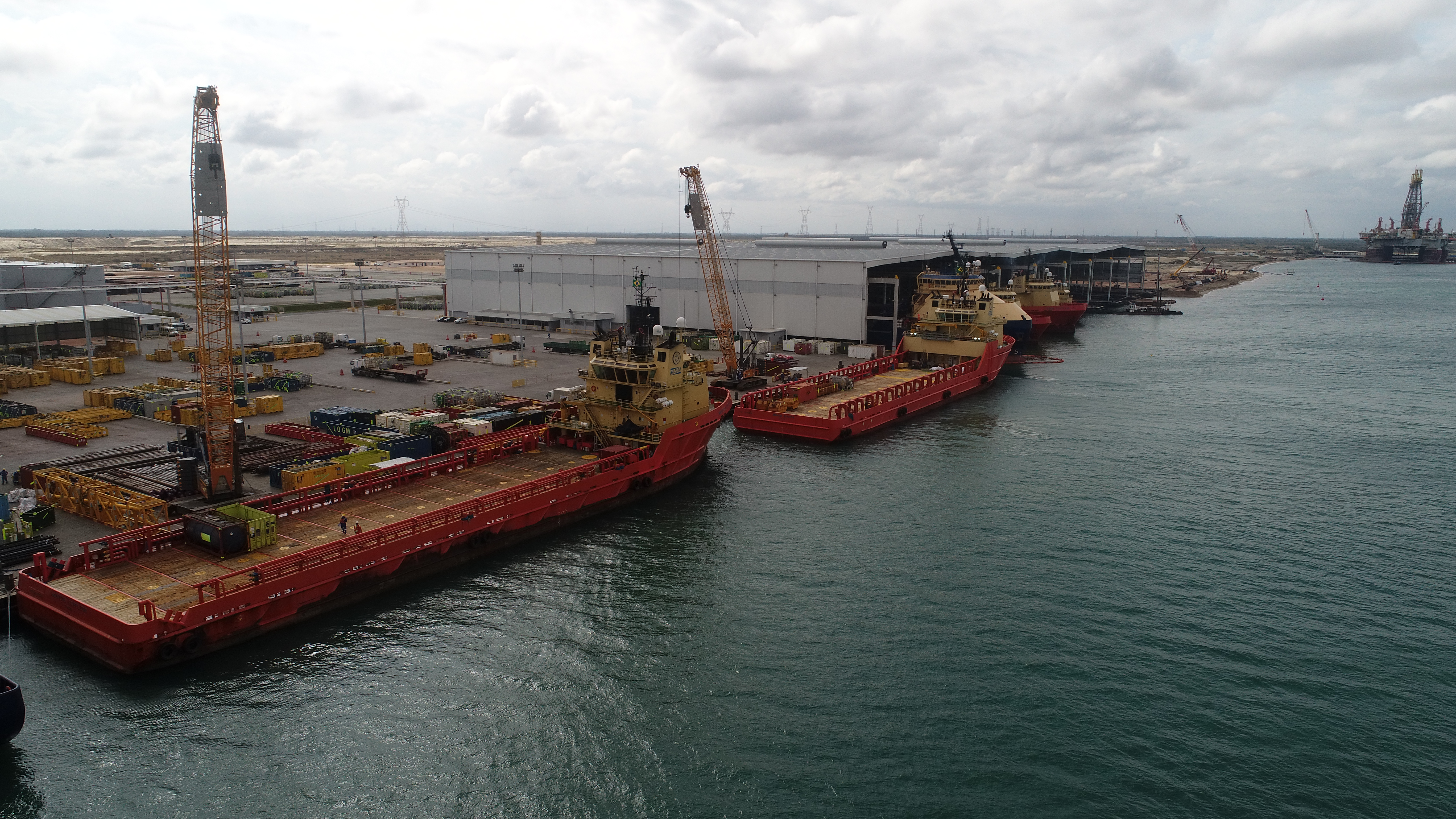
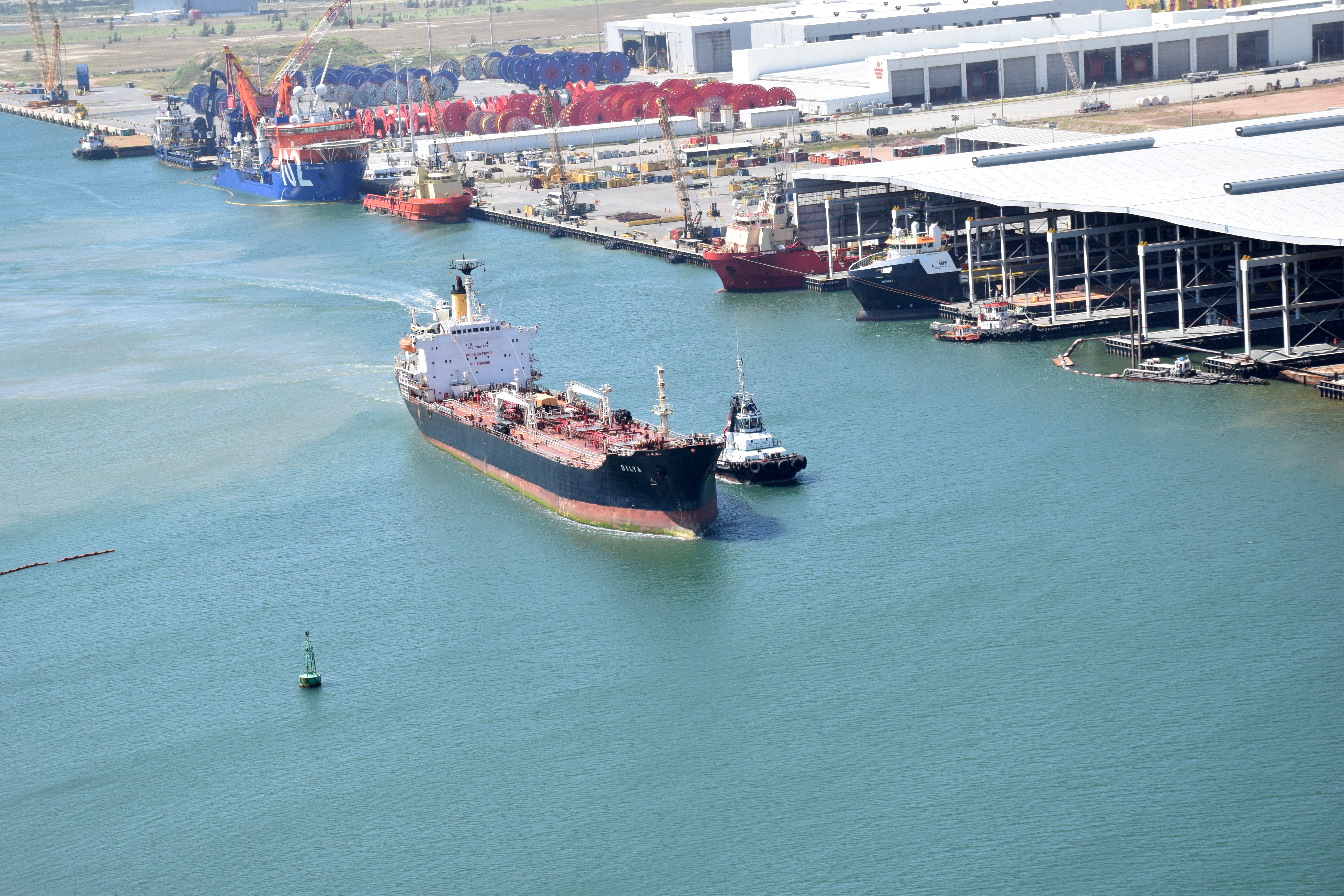
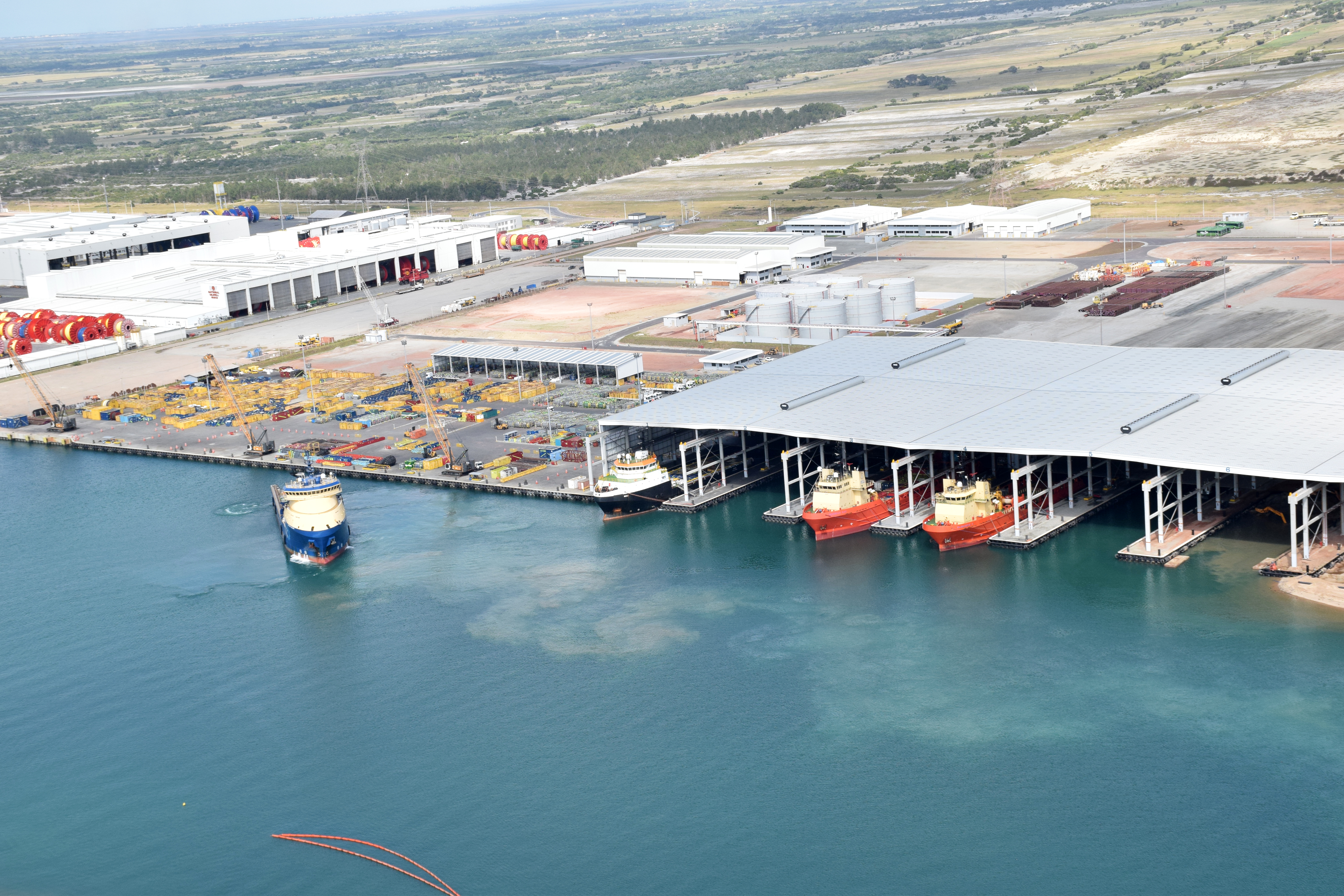

## Estatísticas
| TERMINAL                   | 2014   | 2015     | 2016      | 2017      | 2018      | 2019      | 2020      | 2021      | 2022      | 2023      | 2024      |
| -------------------------- | ------ | -------- | --------- | --------- | --------- | --------- | --------- | --------- | --------- | --------- | --------- |
| Terminal de Petróleo       | 0,0    | 0,0      | 1.934,71  | 3.735,72  | 10.183,34 | 19.331,39 | 29.611,39 | 32.642,56 | 43.361,70 | 57.642,60 | 50.107,03 |
| Terminal de Minério        | 239,59 | 8.820,15 | 15.861,02 | 16.189,53 | 3.216,84  | 23.042,25 | 23.849,34 | 23.142,13 | 21.419,89 | 24.043,28 | 25.014,98 |
| Terminal Multicargas       | 0,0    | 82,46    | 54,42     | 462,04    | 653,69    | 688,53    | 671,71    | 1.496,00  | 1.562,96  | 2.208,69  | 1.818,55  |
| Brasil Port                | 0,0    | 0,0      | 0,0       | 0,0       | 4,07      | 250,96    | 66,31     | 0,0       | 0,0       | 364,71    | 666,29    |
| Terminal de Regaseificação | 0,0    | 0,0      | 0,0       | 0,0       | 0,0       | 0,0       | 0,0       | 249,55    | 128,30    | 18,50     | 306,25    |
| Terminal de Combustíveis   | 0,0    | 0,0      | 0,0       | 84,37     | 0,20      | 0,05      | 0,0       | 128,30    | 225,04    | 275,30    | 296,31    |
| Technip Flexibras          | 0,0    | 0,02     | 0,26      | 7,71      | 2,28      | 15,70     | 113,96    | 21,60     | 40,40     | 43,54     | 32,65     |
| Terminal Nov Flexibles     | 0,0    | 6,63     | 12,37     | 20,81     | 17,85     | 10,63     | 8,15      | 3,37      | 20,82     | 20,17     | 26,05     |
| TUP Intermoor              | 3,80   | 8,52     | 2,10      | 5,45      | 3,32      | 4,37      | 3,68      | 0,11      | 11,25     | 10,35     | 6,93      |
| Terminal Dome              | 0,0    | 0,0      | 0,0       | 0,0       | 0,0       | 0,0       | 0,0       | 0,22      | 1,94      | 2,75      | 1,81      |